# Heartland A/S
Heartland A/S er et holdingselskab for Anders Holch Povlsens forretninger. De har hovedkvarter i Aarhus. De driver virksomhed indenfor handel, tøjindustri, fast ejendom og investering. Koncernens omsatte i regnskabsåret 2021/22 for 51 mia. danske kroner. Den primære aktivitet var i datterselskabet Bestseller A/S, der omsatte for 35 mia. danske kroner. Andre væsentlige datterselskaber omfatter Normal, Nemlig.com, Stylepit, WhiteAway, og flyselskabet Blackbird Air. Der investeres i ASOS og Zalando, og FC Midtjylland blev overtaget i 2023.
Selskabet blev etableret i 2005 og 95 % ejes af Anders Holch Povlsen, mens 5 % ejes af Astrid Holch Povlsen.